# شهرستان دیکلب (ایندیانا)
شهرستان دیکلب، ایندیانا (به انگلیسی: DeKalb County, Indiana) شهرستانی در ایالات متحده آمریکا است که در ایندیانا واقع شده‌است.